# Louis-Ernest Barrias

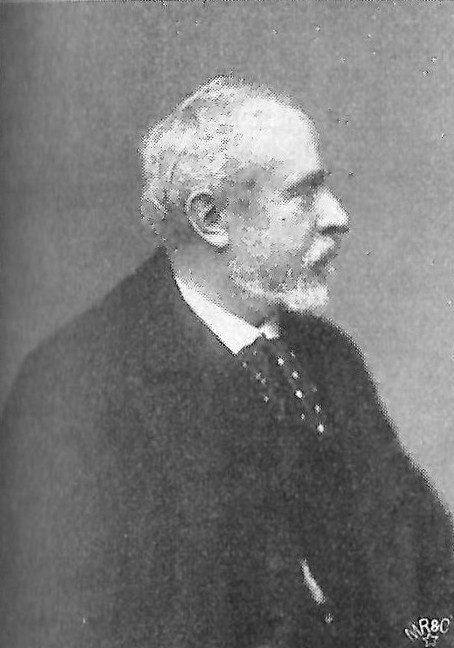
Louis-Ernest Barrias, fotografiert von Pierre Petit, um 1902

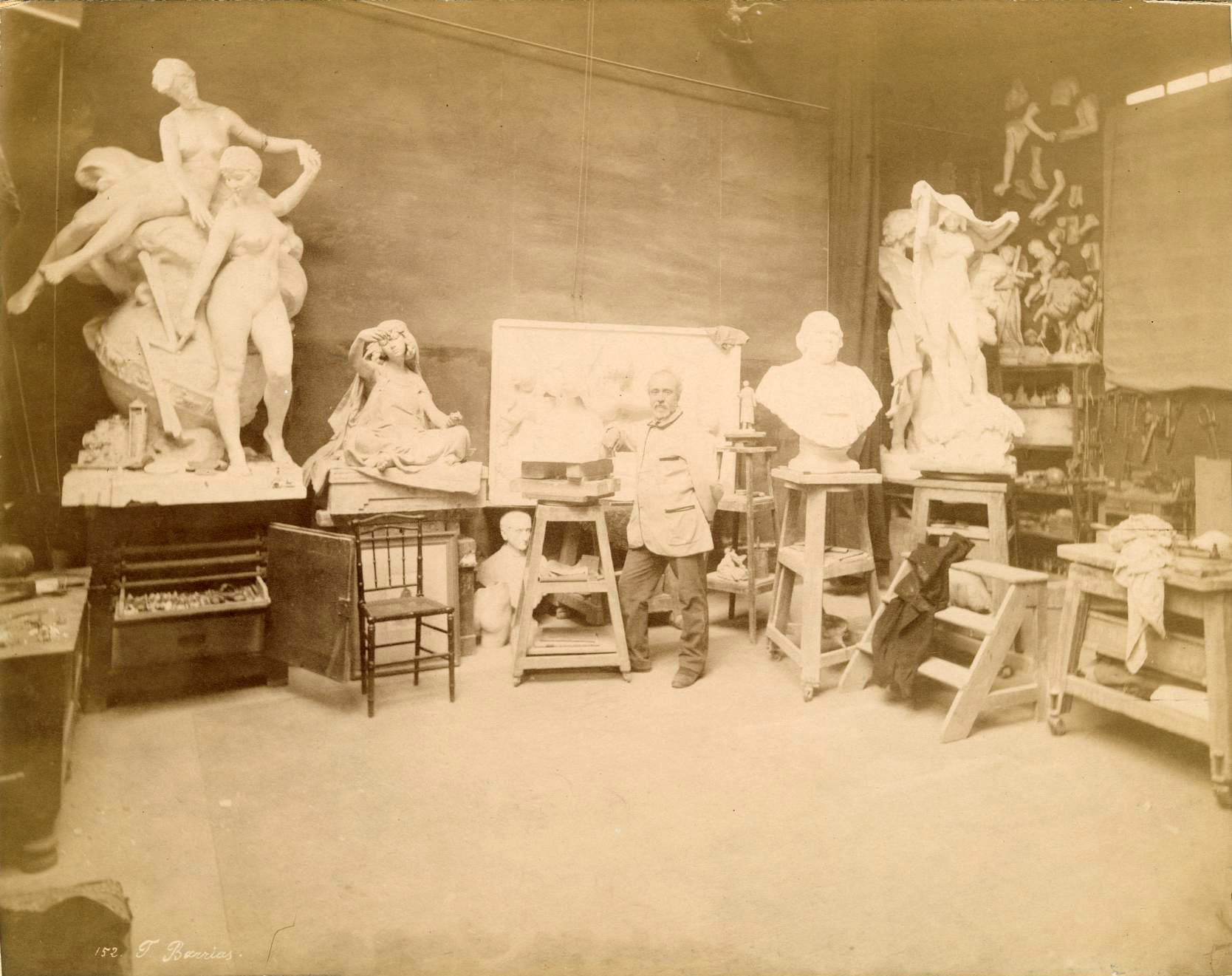
Louis-Ernest Barrias in seinem Pariser Atelier.

Louis-Ernest Barrias (* 13. April 1841 in Paris; † 4. Februar 1905 ebenda) war ein französischer Bildhauer.

## Leben
Barrias stammte aus einer Künstlerfamilie; sein Vater, Félix-Joseph Barrias der Ältere (* um 1794), war Miniatur- und Porzellanmaler. Sein älterer Bruder war der Landschaftsmaler Félix-Joseph Barrias. Barrias wollte erst Maler werden und wurde nach erstem künstlerischen Unterricht durch seinen Vater Schüler von Léon Cogniet. Er erlernte seine Kunst der Bildhauerei ab 1854 zunächst als Lehrling in der Werkstatt Pierre-Jules Caveliers und ab 1857 in der Werkstatt François Jouffroys. Barrias wurde 1858 mit 17 Jahren an der École nationale supérieure des beaux-arts in seiner Heimatstadt angenommen, die ihn 1861 mit dem großen Prix de Rome an die Academie de France in Rom entließ.
Zu seinen ersten Werken zählte eine Statue des Frühlings für das Hôtel Pavia in Paris. 1865 wurde er für seine Relieffriese Die Gründung von Marseille und Krieg, Handel und Fischerei mit dem 1. Ehrenpreis ausgezeichnet. Schon bald konnte Barrias an den jährlichen Ausstellung des Pariser Salons teilnehmen und seine Werke wurden 1870, 1872, 1878, 1889 und 1900 mit den höchsten Medaillen prämiiert. In mit diesem Stipendium bildete er sich in Rom weiter aus. 1870 schuf er die Marmorstatue einer Spinnerin von Megara (Museum des Luxembourg), die anlässlich einer ähnlichen Ausstellung einen Preis erhielt. Seinen künstlerischen Durchbruch erzielte er erst 1871 mit seiner Marmorgruppe Spartacus, der als Jüngling seinen sterbenden Vater zu rächen schwört, die im Tuileriengarten aufgestellt wurde. 1873 fertigte er ein Grabdenkmal für Lima (Peru), die aus fünf allegorischen Figuren bestand, unter denen besonders die der Religion und der christlichen Liebe als „wohlgelungen“ bezeichnet wurden. Neben den monumentalen Arbeiten schuf er kleinere Bildwerke mit heiterem Inhalt, darunter 1872 eine Bronzegruppe Fortuna und Amor, das Kind mit der Laute sowie in Marmor und Bronze ausgeführte Porträtbüsten.
Für seine Darstellung Adam und Eva bestatten den Leichnam Abels (Das erste Begräbnis, französisch Les premières Funérailles) wurde er auf dem Pariser Salon von 1878 mit einer Ehrenmedaille und mit dem Kreuz der Ehrenlegion ausgezeichnet. 1881 avancierte er zum Offizier und 1900 ernannte man ihn zum Kommandeur der Ehrenlegion.
1884 wurde er an Stelle von Augustin-Alexandre Dumont zum Mitglied der Académie des Beaux-Arts gewählt und als Dozent an die École de Beaux-Arts berufen: Seine bekanntesten Schüler waren Josep Clarà i Ayats, Charles Despineau und Victor Segoffin. Er wurde 1894 der Nachfolger Caveliers als Leiter des Meisterateliers für Bildhauerkunst an der Académie des Beaux-Arts und 1897 Vizepräsident des Institut de France.

## Werke (Auswahl)
- 1879: Grabmal für Thomas Couture (Père-Lachaise)
- 1881: Statue des Bernard Palissy (Bronze, Square de St. Germain-des-Pre)
- 1890: Blumenstreuendes Mädchen von Bou Saada (Grabmal für den Orientmaler Guillaumot auf dem Montmartrr-Friedhof)
- 1887: Statue des kleinen Mozart mit der Geige (Bronze, Musee du Luxembourg)
- 1893: Grabmal des Anatole de La Forge (Bronze, Père Lachaise)
- 1896: Monument für Émile Augier (Bronze, Place de l’Odeon)
- 1897: Der Madagaskar-Feldzug (Denkmalgruppe, Monument Élevé à la Mémoire des Soldats français a Madagascar)
- 1898: Monument Lavoisiers
- 1899: La Nature se dévoilant à la Science (Marmorstatue)
- 1901: Die große Uhr an der Bibliotheque Nationale
- 1902: Victor Hugo-Monument für Paris
- 1903: Jeanne d’Arc als Gefangene
- 1904: Grabstatue der Herzogin von Alençon

Weitere Werke waren zahlreiche Bildnisbüsten, beispielsweise von Jules Favre, Henri Regnault, Mihály von Munkácsy und Caveliers.

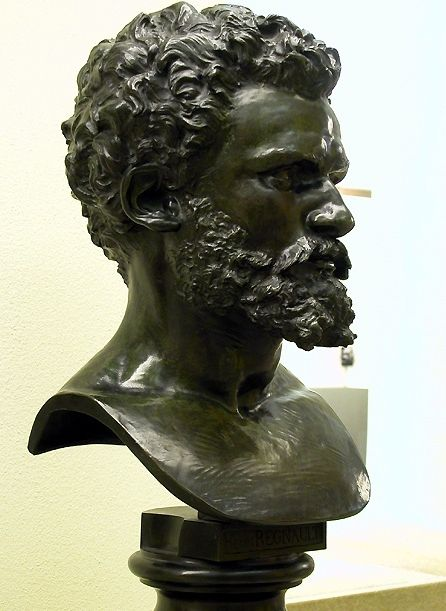
Henri Regnault (1871). Paris, Musée d’Orsay.
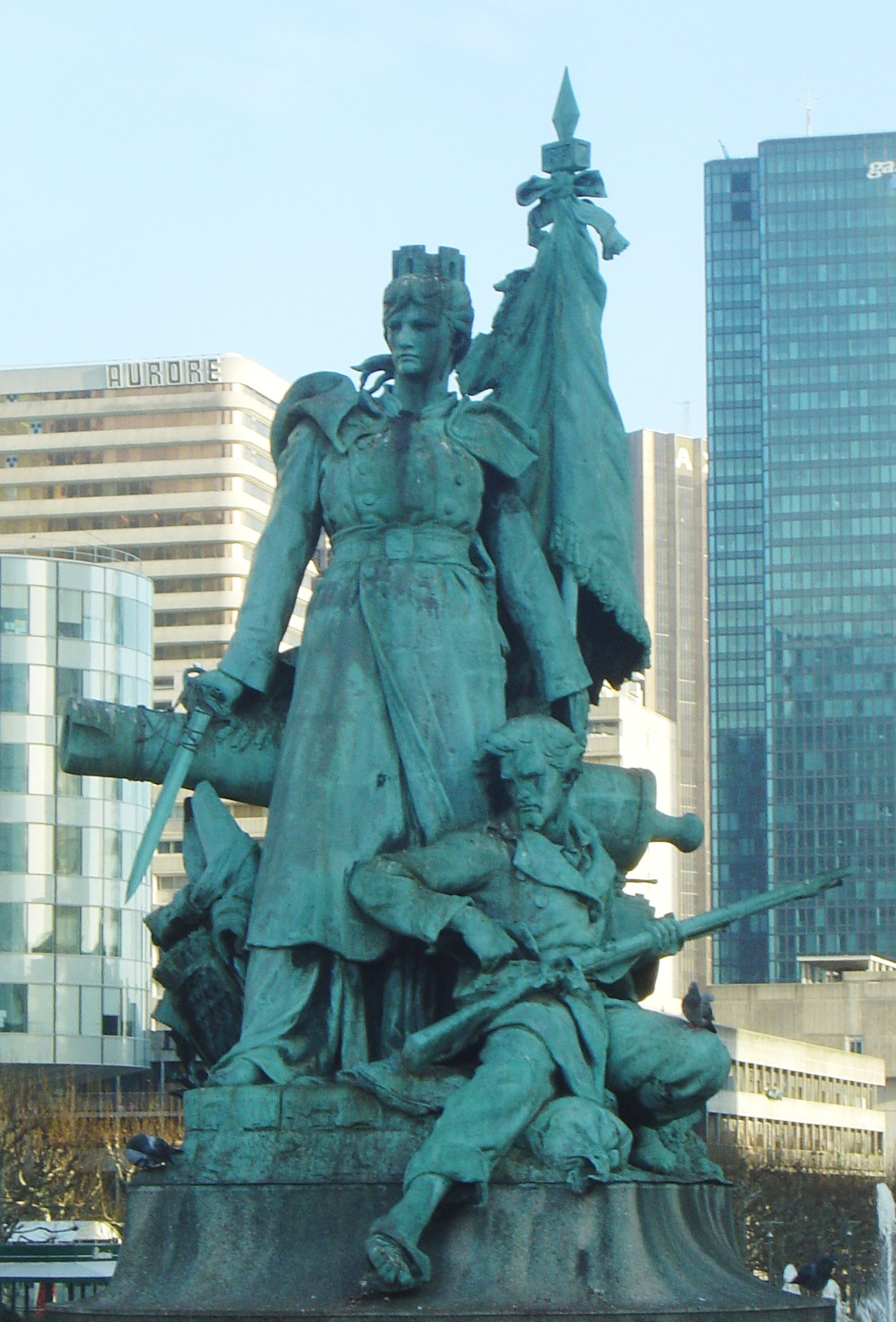
La Défense de Paris, Paris, La Défense.
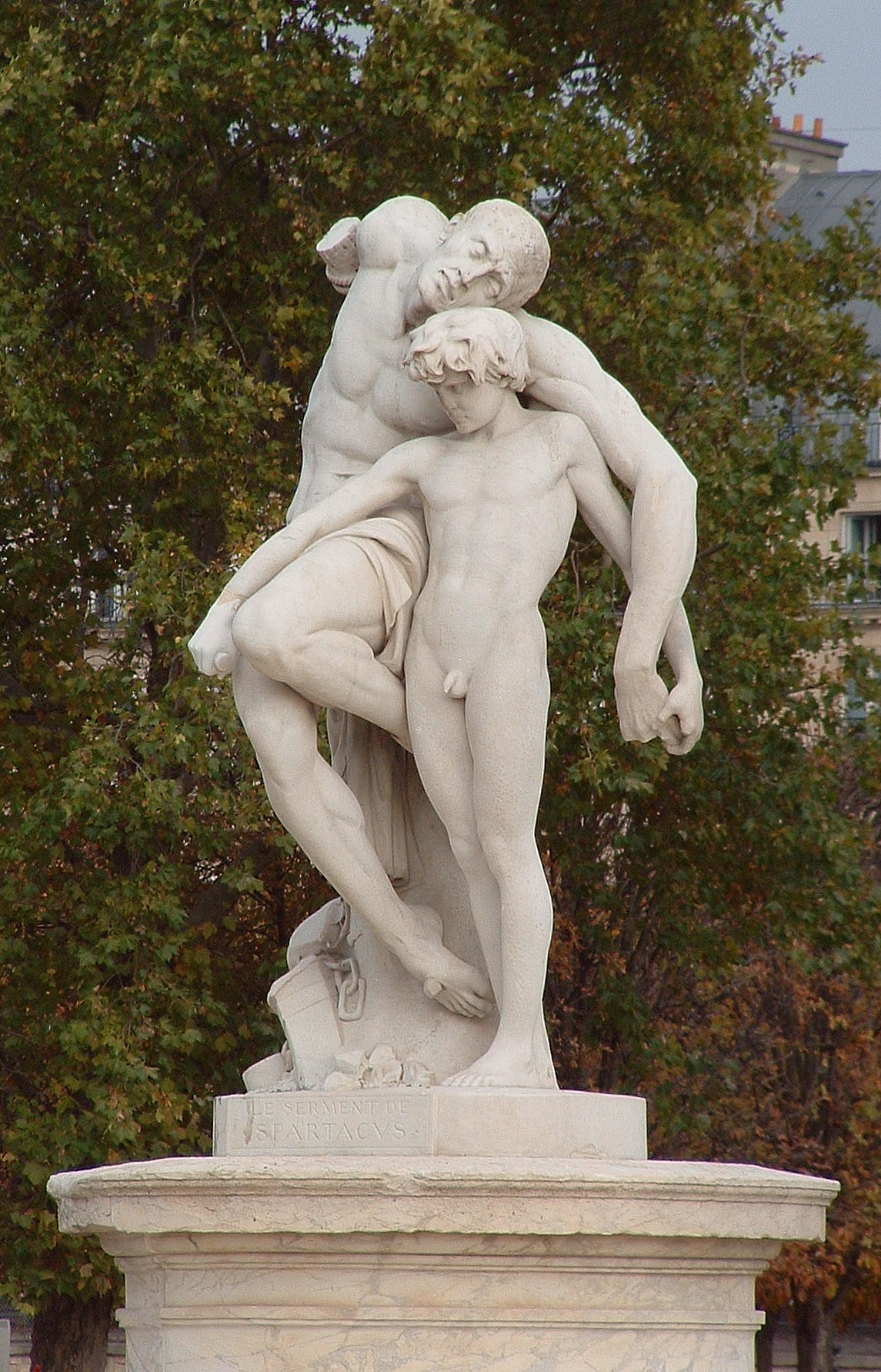
Le Serment de Spartacus (1874). Paris, Tuileriengarten.
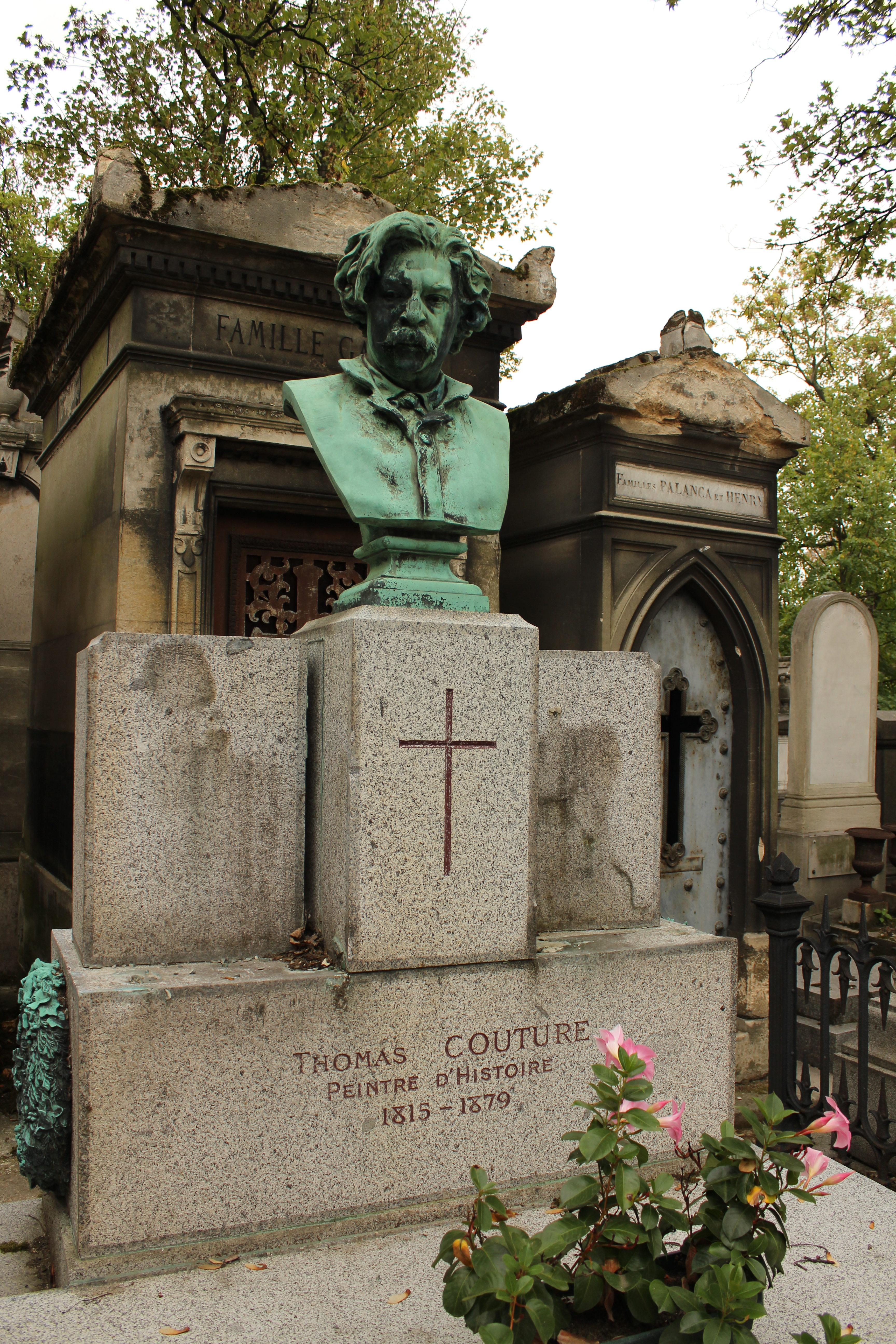
Grab des Thomas Couture (1879). Paris.
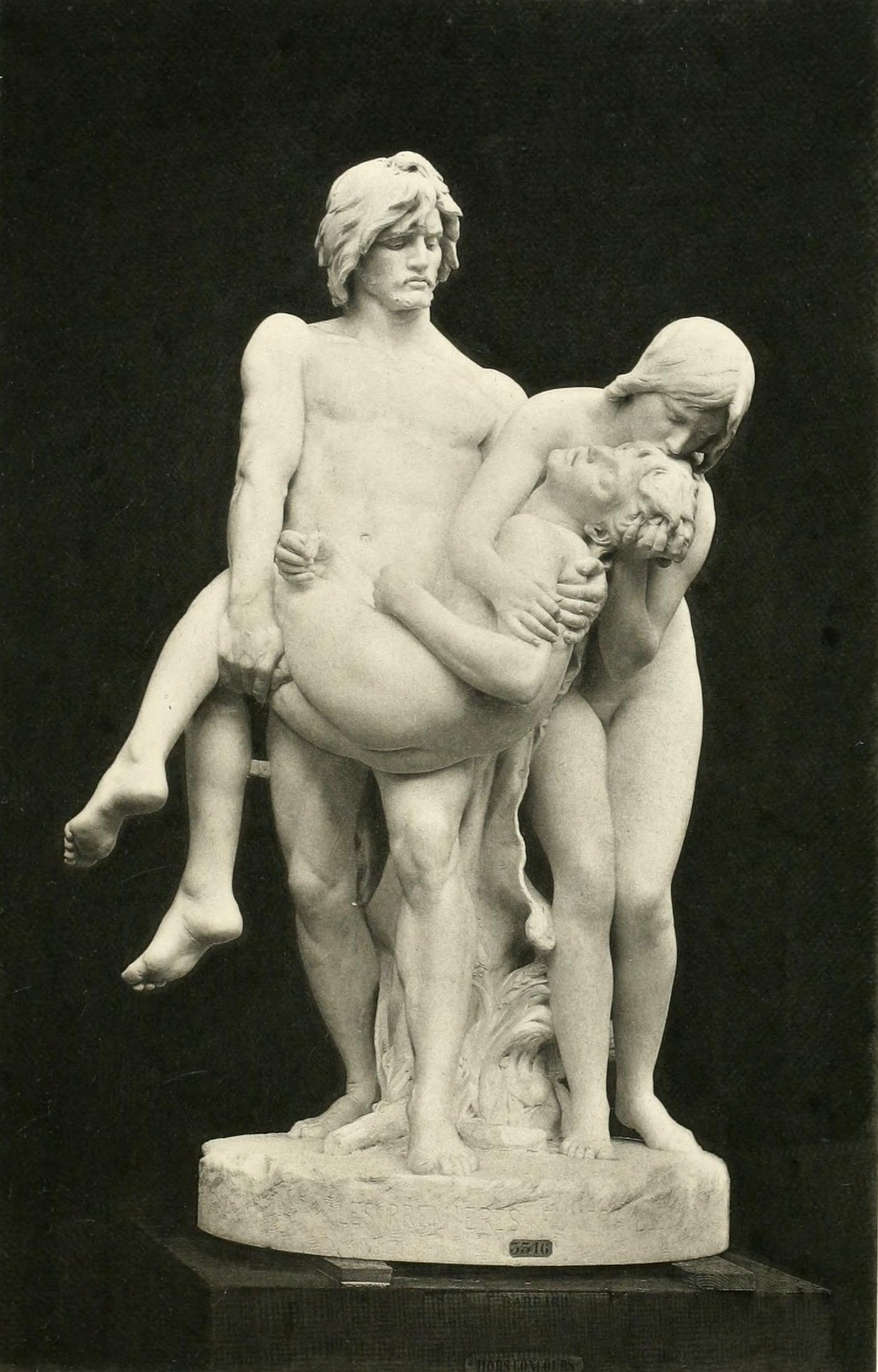
Les premières Funérailles (1883).
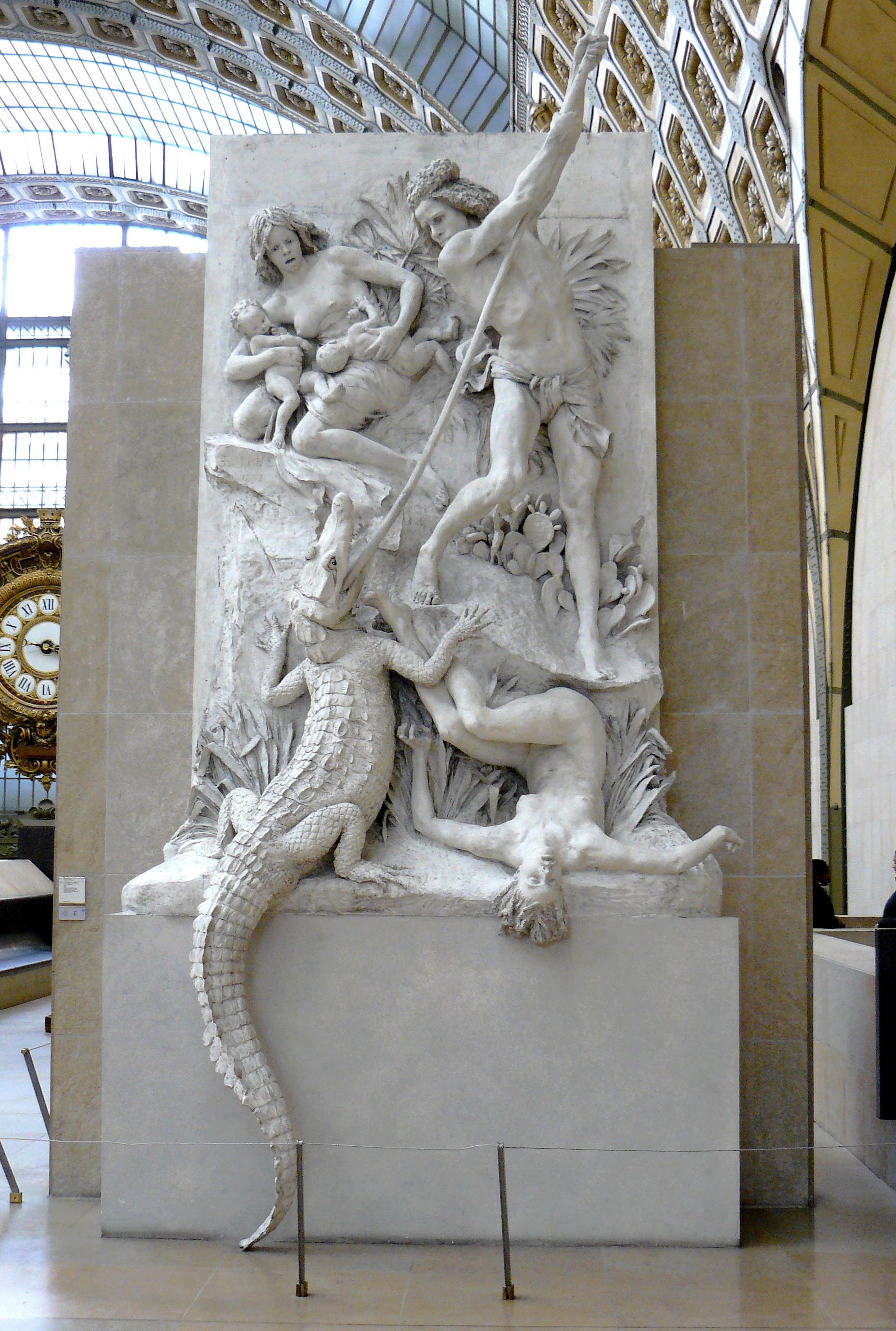
Les Chasseurs d’alligators (1894). Paris, Musée d’Orsay.
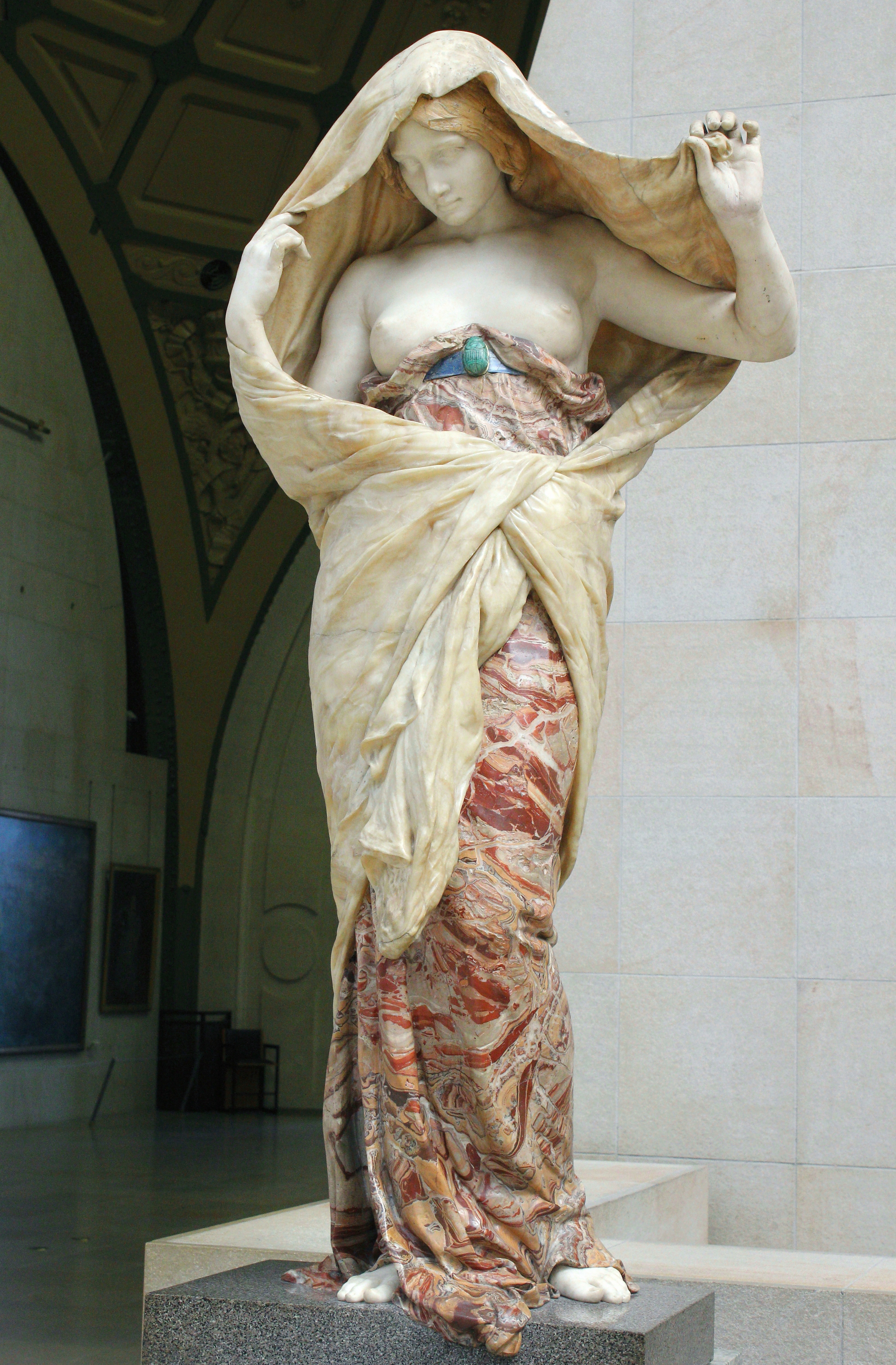
La Nature se dévoilant à la Science Paris, Musée d’Orsay.
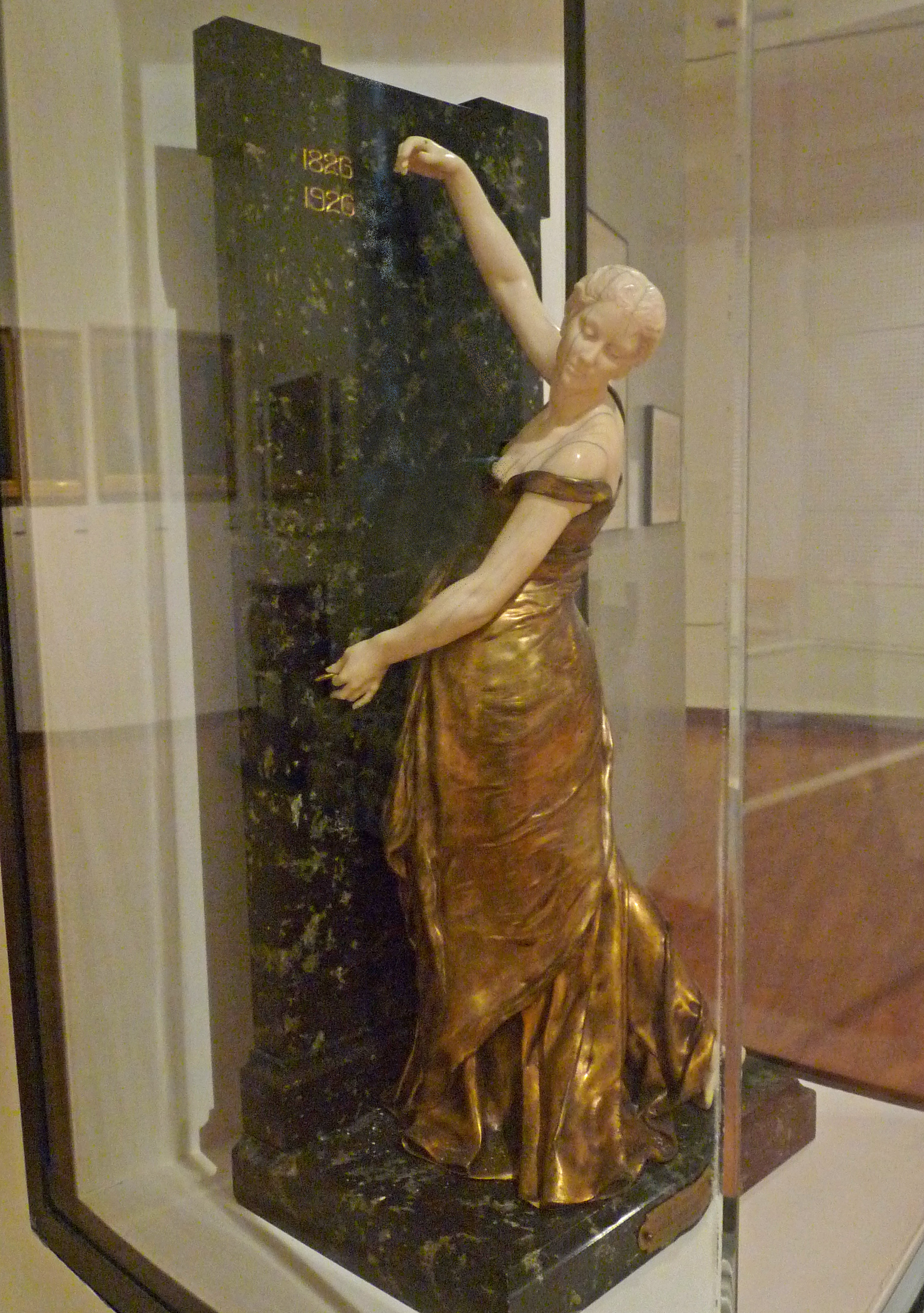
La Reconnaissance (1900). Mülhausen, Textilmuseum.
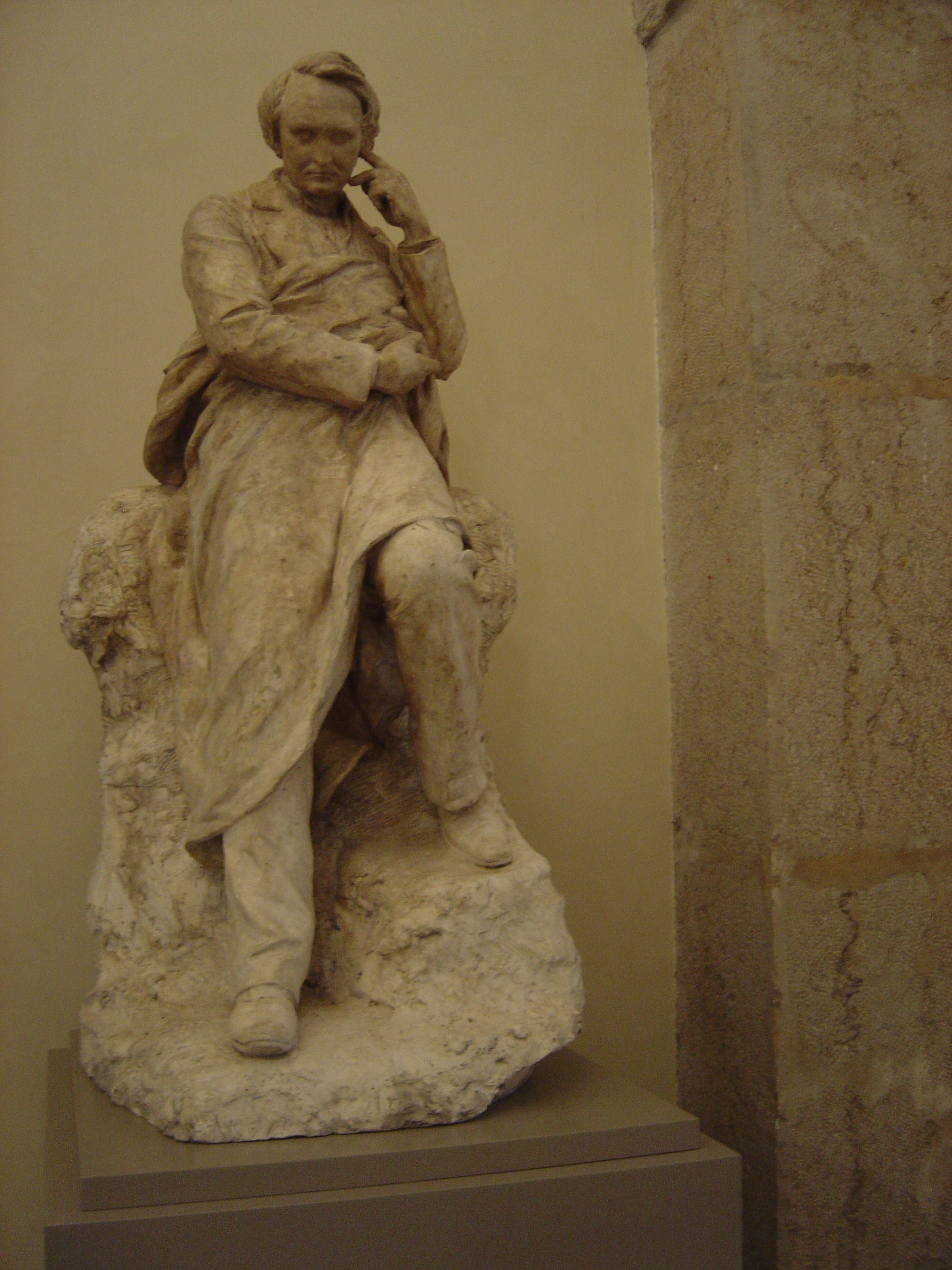
Denkmal für Victor Hugo (1902). Musée des Beaux-Arts, Lyon.